# Trässö
Trässö är ett naturreservat som omfattar ön med samma namn i Västerviks kommun i Kalmar län.
Området är naturskyddat sedan 1973 och är 70 hektar stort. Reservatet består av gles tallskog med inslag av gran. Mitt på ön finns en större tallbevuxen mosse.